# Alicia Delibes
Alicia Delibes Liniers (n. 1950) es una licenciada en Ciencias Exactas, política, profesora de educación secundaria española y escritora.

## Biografía
Nacida el 28 de abril de 1950, es sobrina carnal del escritor Miguel Delibes y es descendiente por parte materna de Jacques de Liniers, conde de Buenos Aires y virrey del Río de la Plata durante el reinado de Carlos IV.
En 1972 se licenció en Ciencias Matemáticas en la Universidad Complutense de Madrid. En su juventud, durante los años 70, simpatizó con el anarquismo y el maoísmo, al igual que uno de sus mentores, Federico Jiménez Losantos, con el que más tarde empezaría a colaborar tanto en la Cope como en Libertad Digital. Es profesora de matemáticas de educación secundaria. Posteriormente dio el salto a la política: primero como directora general de Ordenación Académica y después como viceconsejera de Educación de la Comunidad de Madrid (entre junio de 2007 y junio de 2015), a las órdenes de Lucía Figar.
Candidata número 70 en la lista de Partido Popular (PP) para las elecciones a la Asamblea de Madrid de 2007, no resultó elegida miembro del parlamento autonómico. No obstante, tras correr lista por la renuncia de Paloma Martín Martín, obtuvo el acta de diputada de la viii legislatura el 19 de julio de 2007.
En las elecciones autonómicas de 2011 renovó su acta de parlamentaria, desempeñando el cargo durante el transcurso de la ix legislatura de la Asamblea de Madrid.
Elegida en las municipales de 2015 concejala del Ayuntamiento de Madrid dentro de la lista del PP encabezada por Esperanza Aguirre, renunció a su acta de concejal en junio de 2017.
Está casada con Regino García-Badell, sobrino de Carlos Arias Navarro, jefe de Gabinete de Esperanza Aguirre y miembro del Consejo Consultivo de la Comunidad de Madrid.
En 2019 el gobierno de Isabel Díaz Ayuso la nombra presidenta del Consejo Escolar de Madrid.

## Polémicas y críticas
Alfredo Grimaldos la calificó en 2009 como «la principal responsable de la destrucción de la escuela pública en la Comunidad de Madrid».

## Obras
Alicia Delibes escribió dos obras, ambas con respecto a la educación, su evolución y su actual crisis:
- La gran estafa. El secuestro del sentido común en la educación. Grupo Unison Ediciones. 2006. ISBN 9788493245962
- El suicidio de Occidente: La renuncia a la transmisión del saber. Ediciones Encuentro. 2004. ISBN 978-84-1339-184-7